# روبرت هاريس (كاهن كاثوليكي)
روبرت هاريس هو كاهن كاثوليكي كندي، ولد في 26 سبتمبر 1944 في مونتريال في كندا.